# Canyon (Texas)
Canyon es una ciudad ubicada en el condado de Randall en el estado estadounidense de Texas. En el Censo de 2010 tenía una población de 13.303 habitantes y una densidad poblacional de 744,83 personas por km².

## Geografía
Canyon se encuentra ubicada en las coordenadas 34°59′34″N 101°54′43″O / 34.99278, -101.91194. Según la Oficina del Censo de los Estados Unidos, Canyon tiene una superficie total de 17.86 km², de la cual 17.8 km² corresponden a tierra firme y (0.36%) 0.06 km² es agua.

## Demografía
Según el censo de 2010, había 13.303 personas residiendo en Canyon. La densidad de población era de 744,83 hab./km². De los 13.303 habitantes, Canyon estaba compuesto por el 88.48% blancos, el 2.35% eran afroamericanos, el 0.68% eran amerindios, el 1.75% eran asiáticos, el 0.08% eran isleños del Pacífico, el 4.68% eran de otras razas y el 1.98% pertenecían a dos o más razas. Del total de la población el 15.7% eran hispanos o latinos de cualquier raza.